# Contrôle parental
Pour l'épisode de série télévisée, voir Saison 12 de NCIS : Enquêtes spéciales#Épisode 6 : Contrôle parental.
Vous pouvez aider à l'améliorer ou bien discuter des problèmes sur sa page de discussion.
- Il ne s’appuie pas, ou pas assez, sur des sources secondaires ou tertiaires. (Marqué depuis juin 2022)
- Il adopte un point de vue régional ou culturel particulier et nécessite une internationalisation. (Marqué depuis juin 2022)

- Archive Wikiwix
- Bing
- Cairn
- DuckDuckGo
- E. Universalis
- Gallica
- Google
- G. Books
- G. News
- G. Scholar
- Persée
- Qwant
- (zh) Baidu
- (ru) Yandex
- (wd) trouver des œuvres sur Wikidata

Pour le film, voir Contrôle parental (film).

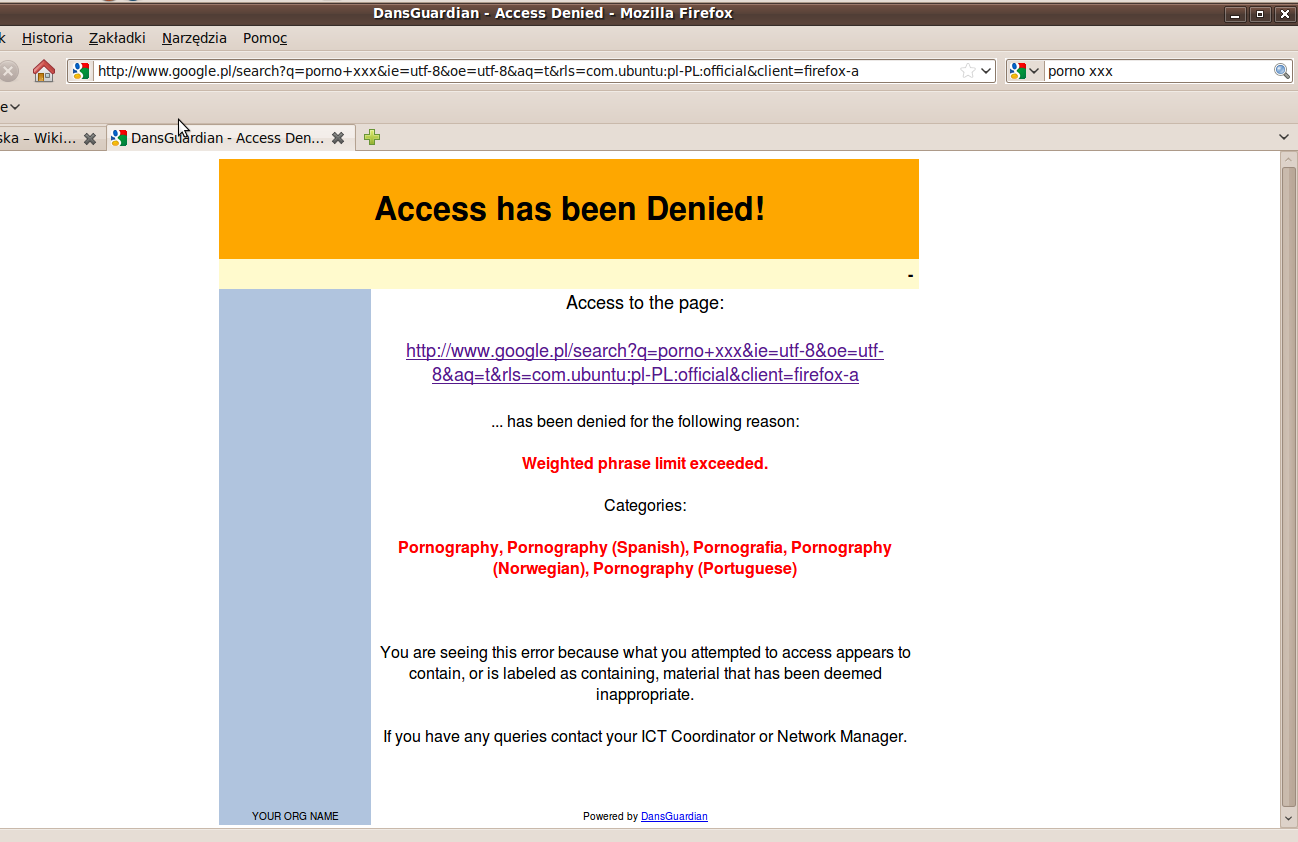
capture d'écran d'une erreur due au contrôle parental

Le contrôle parental est un système intégré à des appareils électroniques (ordinateur, smartphone, console de jeux vidéo, télévision...) permettant de limiter l'accès à certains sites Internet ou de limiter la durée d'usage d'un appareil. Il est généralement utilisé par les parents afin d'éviter que leurs enfants aient accès à certains contenus jugés inappropriés pour leur âge, en particulier la pornographie.

## Objectifs

### Bloquer les contenus inappropriés pour les enfants
Les contenus inappropriés sont dangereux pour les enfants, et peuvent causer des séquelles psychologiques à long terme.
Les logiciels modernes de contrôle parental bloquent les contenus jugés choquants et peuvent fournir un rapport aux parents lorsqu'un utilisateur a essayé d'accéder à ces sites.
Les sites pornographiques présentent un grand risque à être accidentellement ou volontairement visités par des mineurs. Les principaux sites de cette catégorie s'ouvrent sur une page de vérification de l'âge et disposent de pages dédiées aux mécanismes de contrôle parental,.

### Réduire le risque d'addiction
Les logiciels de contrôle parental permettent de définir des temps d'usage, et même de plafonner le cumul de ces temps sur plusieurs écrans. C'est un outil utilisé pour réduire le risque d'addiction aux écrans des enfants et adolescents.

### Limiter l'installation d'applications tierces téléchargées
Les enfants peuvent installer diverses applications de type malware (logiciels malveillants) sur leurs écrans. Pour prévenir ce risque, les fournisseurs de plate-forme permettent de contrôler l'installation des applications sur les équipements.

## Mise en œuvre

### Internet
Sur Internet, le contrôle parental peut être assuré par un logiciel. Comme tous les logiciels, ceux-ci peuvent être gratuits, mais pas forcément libres, il existe également de nombreux logiciels payants. Des solutions existent aussi bien pour les plates-formes Mac, Windows, ainsi que sur les distributions de GNU/Linux et autres systèmes libres.
Ces logiciels peuvent être utilisés non seulement dans les programmes permettant d’accéder à Internet (navigateurs web), mais aussi dans les autres logiciels, les jeux vidéo, voire en dehors de l’ordinateur (dans la télévision numérique, les téléphones mobiles, les consoles de jeux). Il est également possible de bloquer les contenus inappropriés (violence, pornographie, jeux d'argent) en configurant des serveurs DNS appropriés pour les enfants sur la box internet, l'ordinateur ou les mobiles et tablettes. Il existe plusieurs fournisseurs de DNS appropriés pour les enfants.

### Télévision
Les décodeurs TV numériques (par câble, par satellite, par ADSL, etc.) sont parfois équipés d'un système de contrôle parental[source secondaire nécessaire]. Ce dernier filtre les émissions à contenus indésirables pour l'enfant telles que les magazines ou longs métrages pornographiques ou gore et parfois à partir d'une certaine heure donnée. Ainsi, l’enfant peut être protégé sur Internet, mais les adultes peuvent également l'empêcher de regarder des programmes interdits à son âge sur la télévision. Comme le contrôle parental pour Internet, un mot de passe ou un code spécial est requis pour l'activer ou le désactiver. Cependant, les aides sur son utilisation sont plus restreintes.

### Consoles de jeux vidéo
Plusieurs consoles de jeu sont dotées de systèmes de contrôle parental.

## Politiques publiques

### UNICEF
L'UNICEF a produit en 2021 son observation générale 25 sur les "droits de l’enfant en relation avec l’environnement numérique", soulignant le rôle des parents et des enseignants dans l'accompagnement face à de potentiels effets négatifs.

### En France
En France, au niveau législatif, la loi pour la confiance dans l'économie numérique (LCEN) de 2004 impose à tous les fournisseurs d’accès à Internet grand public d’informer leurs abonnés de l’existence de moyens de filtrage d’accès à internet. Les opérateurs choisissent le produit d'une entreprise tierce, souvent en fournissant une version de base gratuite puis en proposant des options payantes.
Une proposition de loi a été déposée à l'Assemblée nationale le 9 novembre 2005, « tendant à renforcer les obligations des fournisseurs d’accès à l’Internet en matière de fourniture de logiciels de filtrage ». Les logiciels de contrôle parental étaient alors peu efficaces sur les plus petits sites, moins bien référencés. Par ailleurs, au niveau exécutif, le gouvernement a obtenu en 2005, en concertation avec les fournisseurs d'accès à internet, que ces derniers mettent à disposition de leurs abonnés de tels systèmes.

#### Loi de 2022
La loi du 2 mars 2022 vise à renforcer l’usage du contrôle parental sur les équipements et services vendus en France et permettant d’accéder à Internet.
Son article 1er prévoit l’obligation pour les fabricants d’installer un système de contrôle parental et de proposer à l’utilisateur son activation lors de la première mise en service de l’appareil neuf. Le texte charge également l’Agence nationale des fréquences du contrôle du respect par le fabricant et le distributeur des obligations qu'il mentionne. Les équipements d'occasion ou vendus sans systèmes d'exploitations ne sont pas concernés par la mesure. Enfin, elle vise « à harmoniser les fonctionnalités et les caractéristiques techniques des outils de contrôle parental aujourd’hui proposés par les fournisseurs d’accès à internet, afin de garantir un même standard de qualité à tous les foyers ».
Le décret d'application, qui entre en vigueur le 11 juillet 2024, n'impose aucune technique particulière. Il que le dispositif de contrôle parental soit proposé lors du premier démarrage de l'appareil. Contrairement à ce que laissait supposer la loi, les fonctionnalités imposés par le décret sont minimes. Il doit seulement bloquer l'installation de nouvelles applications ou l'utilisation d'applications pré-installées selon leur âge minimum indiqué (tel que la restriction de l'usage des réseaux sociaux aux enfants âgés de moins de 13 ans et la majorité numérique harmonisée rehaussée aux 15 ans révolus). Le contrôle du temps d'utilisation ou des sites visités n'est donc pas obligatoire.
En France, un site Internet du gouvernement à destination des parents comporte des ressources directement exploitables,[source secondaire nécessaire].

#### Articles généralistes
- Censure
- Signalétique d'avertissement
- Protection de l'enfance
- Vie privée